# Віттекінд Вальдек-Пірмонтський
Князь Віттекінд Адольф Генріх Георг-Вільгельм Вальдек-Пірмонтський (нім. Wittekind Adolf Heinrich Georg-Wilhelm Fürst zu Waldeck und Pyrmont; 9 березня 1936, Бад-Арользен — 16 грудня 2024) — німецький підприємець, голова князівського дому Вальдек-Пірмонт.

## Біографія
Четверта дитина і єдиний син князя Йозіаса Вальдек-Пірмонтського і його дружини Альтбурги, уродженої принцеси Ольденбурзької. Двоюрідний брат нідерландської королеви Юліани. Хрещеними батьками Віттекінда були Адольф Гітлер і Генріх Гіммлер.
Вивчав бізнес-адміністрування  у Франкфуртському і Кельнському університетах, після чого пройшов стажування в різних компаніях. Після смерті батька в 1967 році очолив дім і успадкував замок Шаумбург, який в 1983 році продав приватним інвесторам за 15 мільйонів марок. До 2016 року очолював Фонд князівського дому Вальдек-Пірмонт і Князівське Вальдекське головне управління.
Князь Віттекінд мешкає в палаці Арользен разом із сім'єю і займається збереженням місцевих історичних і архітектурних пам'яток, а також лісів як економічної і рекреаційної зони. З 1970 року — покровитель Історичної стрілецької асоціації Вальдека. Також князь є головою Асоціації гессенських лісовласників і активним членом понад 30 організацій.

## Сім'я
В 1988 року одружився з графинею Сесилією Гесс-Заурау. В пари народились 3 синів:
- Карл Антон Крістіан Клеменс Александер (25 грудня 1991)
- Йозіас Крістіан Александер (7 липня 1993)
- Йоганнес Ебергард Віттекінд (7 липня 1993)

## Нагороди
- Орден «За заслуги перед Федеративною Республікою Німеччина», лицарський хрест (9 серпня 2001)
- Премія Георга Людвіга Гартіга (27 травня 2011) — за заслуги в збереженні лісів.[6]